# Shockwave: Part 2
Shockwave: Part 2 is de 26ste aflevering van de serie Star Trek: Enterprise en tevens de openingsaflevering van het tweede seizoen van de serie.

## Verhaal
De USS Enterprise NX-01 wordt bezet door de vijandige Suliban terwijl de kapitein van het schip samen met een agent uit de Temporale Koude Oorlog vastzit in de 31e eeuw. Het blijkt dat het wegnemen van kapitein Jonathan Archer uit de 22e eeuw er voor heeft gezorgd dat de tijdlijn verstoord raakte. Uiteindelijk slagen de twee er samen in contact te krijgen met T'Pol uit de 22e eeuw.
Nadat dat is gelukt faket de bemanning van de Enterprise dat het schip zal exploderen, waarna ze vluchten uit handen van de Suliban. Iets later keert Archer terug naar het heden, via Silik, de leider van de gijzelnemers. Na hem overmeesterd te hebben, keert hij in een klein schip terug naar de Enterprise. Het schip keert terug dan naar de Aarde, waar wordt beslist dat het schip haar verkenningstocht door het heelal voort mag zetten, ondanks dat de missie eerder was afgeblazen.

## Quotes
- "So I suggest we use some of them to figure out what you did to the last thousand years when you brought me here this morning."
- "...Dan stel ik voor dat we er een paar van gebruiken om erachter te komen wat je met de afgelopen duizend jaar hebt gedaan toen je me hier vanmorgen bracht".

Archer tegen Daniels, als ze over boeken praten.

## Achtergrondinformatie
- Deze aflevering is de première van het tweede seizoen van Star Trek: Enterprise.
- In de bibliotheek die in de 31e eeuw wordt bezocht, wordt voor het eerst de naam Romulan Star Empire (Romulaans Sterren(keizer)rijk) genoemd in de serie. In de aflevering Minefield komt contact met het ras voor het eerst in beeld.
- In herhalingen van deze aflevering werden meer scènes getoond dan in de première.

## Acteurs

### Hoofdrollen
- Scott Bakula als kapitein Jonathan Archer
- John Billingsley als dokter Phlox
- Jolene Blalock als overste T'Pol
- Dominic Keating als luitenant Malcolm Reed
- Anthony Montgomery als vaandrig Travis Mayweather
- Linda Park als vaandrig Hoshi Sato
- Connor Trinneer als overste Charles "Trip" Tucker III

### Gastrollen
- John Fleck als Silik
- Matt Winston als Daniels
- Vaughn Armstrong als Maxwell Forrest
- Gary Graham als Soval
- Keith Allan als Raan
- Jim Fitzpatrick als Williams

### Bijrollen
- Michael Kosik als een Suliban soldaat.

#### Bijrollen zonder vermelding in de aftiteling
- James Horan als Humanoïde persoon
- Kim Huff als kapitein van het schip de D'Kir
- Martin Ko als een vaandrig